# Жусупов, Аблайхан Кайратович
Аблайхан Кайратулы Жусупов (каз. Абылайхан Қайратұлы Жүсіпов; род. 10 января 1997 года, Абай, Карагандинская область, Казахстан) — казахстанский боксёр, ЗМС РК, двукратный чемпион Казахстана (2016, 2018), вице-чемпион Азии-2017 и трехкратный бронзовый призёр чемпионата мира 2017 года, 2019 года и 2021 года. Чемпион кубка президента 2019 года, в городе Нур-Султан.

## Биография
Происходит из рода уак. «Нас пятеро братьев. Мне было семь лет, когда моя мать, посоветовавшись с отцом, привела меня в школу бокса в городе Абай. Она, полагаю, не хотела, чтобы я впустую проводил время на улице. В то время Серик Сапиев из нашего города как раз выиграл чемпионат мира. Победа Сапиева дала мощный толчок для развития бокса в Абае, где в большом количестве стали открываться боксерские залы».
Закончил Карагандинский экономический университет.

## Карьера
Воспитанник знаменитой Абайской школы бокса, где делали первые шаги в спорте чемпионы мира среди профессионалов Олег Маскаев и Наталья Рагозина, начинал боксировать и чемпион ХХХ летних Олимпийских игр 2012 года в Лондоне Серик Сапиев. С семилетнего возраста Аблайхан начал заниматься боксом в спортивной школе в Абае у МСМК Бахытжана Аманбаева, который довёл его до взрослой сборной РК.
Впервые проявил себя в 15 лет, когда в весе 52 кг стал победителем международных игр «Дети Азии» (2012) в Якутске (Россия).
В 16 лет в 2013 году пришли первые большие успехи. В феврале стал чемпионом Казахстана среди юношей в Караганде в весе 57 кг, в апреле выиграл юниорский чемпионат Азии в Шымкенте, а в сентябре завоевал звание чемпиона мира среди юниоров в Киеве (Украина). В 2013 году Международная ассоциация любительского бокса (AIBA) признала Жусупова лучшим молодым боксером.
В январе 2014 года победил в весе 60 кг на молодёжном чемпионате Азии в Бангкоке (Таиланд) и был признан лучшим боксёром чемпионата. В апреле выиграл молодёжный чемпионат мира в Софии (Болгария). В августе Аблайхан выиграл золотую медаль на Вторых летних юношеских Олимпийских Играх в Нанкине (Китай), побив в финале по очкам прошлогоднего чемпиона мира среди юниоров (60 кг) кубинца Алэна Лимонте Буда. В декабре 2014 года не достигший 18-летнего возраста Аблайхан был допущен к участию в XXXI международном турнире памяти заслуженного тренера Галыма Жарылгапова и выиграл турнир в весе 64 кг (категория самого Жарылгапова), получив в награду приз — автомобиль.
В мае 2015 года занял третье место в Минске (Беларусь) на международном турнире памяти Героя Советского Союза Виктора Ливенцева.
В начале 2016 года тренер национальной сборной Казахстана по боксу Мырзагали Айтжанов пригласил во взрослую сборную 19-летнего Жусупова и тот сразу выиграл Мемориал Иштвана Бочкая в Венгрии, обыграв в финале чемпиона Первых Европейских игр кубинца Лоренцо Сотомайора, выступавшего за Азербайджан. В апреле Аблайхан на Азиатском отборочном туре в Китае, где разыгрывались олимпийские лицензии в Рио-де-Жанейро, занял первое место в категории до 64 кг, завоевав лицензию на Олимпиаду. На Олимпиаде — 2016 в Рио-де-Жанейро (август) самый молодой боксёр Олимпиады 19-летний Жусупов выступил в первом полусреднем весе до 64 кг и проиграл в первом же бою вице-чемпиону Европы британцу Пату МакКормаку. В ноябре 2016 года Жусупов выиграл чемпионат Казахстана в Павлодаре в новой для себя весовой категории 69 кг (категория казахских олимпийских чемпионов Бахтияра Артаева-2004, Бакыта Сарсекбаева-2008, Серика Сапиева-2012 и Данияра Елеусинова-2016).
На чемпионате Азии 2017 года (май) в Ташкенте в полусреднем весе 69 кг дошёл до финала, где уступил первенство хозяину ринга серебряному призёру Олимпиады-2016 узбекскому боксёру Шахраму Гиясову. На чемпионате мира 2017 (сентябрь) в Гамбурге в полуфинале проиграл будущему чемпиону тому же Гиясову и завоевал бронзовую медаль.
В марте 2018 года Жусупов выиграл 37-й международный турнир Gee Bee (Gunnar Bärlund memorial) в Финляндии (Хельсинки), но в июне проиграл в Астане в финале Кубка Президента РК своему конкуренту по сборной Асланбеку Шымбергенову. И не попал на Летние Азиатские игры 2018, прошедшие в августе в Индонезии. Но в ноябре в Актау взял реванш - отправил в финале в нокдаун Шымбергенова и выиграл второе «золото» чемпионата Казахстана .
В феврале 2019 пять боксёров Казахстана вышли в финал международного турнира «Странджа» в Болгарии, но все проиграли, а Жусупов снялся из-за травмы . В июне выиграл международный турнир (10 стран) памяти Исатая Тайманова и Махамбета Утемисова в Атырау . А в июле победил на VII международном турнире по боксу на Кубок президента Казахстана (13 стран) и был признан лучшим боксером турнира.
На чемпионате мира 2019 года в Екатеринбурге, Аблайхан дошёл до полуфинала в котором уступил боксёру из России Андрею Замковому и завоевал бронзовую медаль чемпионата мира.